# Musique électronique chilienne
La musique électronique chilienne désigne l'ensemble des genres de musique électronique ayant fait surface au Chili ou par des groupes et artistes chiliens. Ce courant musical reflète une fusion unique d'influences locales et internationales, intégrant des éléments de la culture chilienne et des traditions latino-américaines, tout en s'inspirant de tendances mondiales de la musique électronique.

## Histoire
En 1968, Tomás Lefever compose 19 morceaux type électronique et publie Klesis, une compilation contenant des œuvres d'Amenábar et d'Asuar.
Personne ne sait exactement quand le mouvement de la musique électronique tel qu'il est connu a atteint le Chili. Au début des années 1990, un petit mouvement underground avait émergé, avec des DJ tels que Cristian Vogel, Ricardo Villalobos, Matias Aguayo et Sergio Orrego, l'ouverture du magasin spécialisé Background, et des événements à petite échelle tels que Barracudas en 1992, Corriente Alterna (1993), Distrito Distinto (1993), Background (1994), Avanzada multimedia (1994), Frontera Final (1995) et Spandex Parties, qui se déroulent tout au long des années 1990. Cependant, la plupart des commentateurs considèrent que la véritable naissance de l'electronica au Chili a lieu dans la péninsule d'Alacran, dans la ville d'Arica, lors de l'éclipse solaire de novembre 1994.
Au cours des années 2010, la techno et la house, principalement inspirée par le mouvement berlinois, se développe à Santiago. Cette scène underground est produite par des labels comme Comeme et Pirotecnia avec des stars de la scène comme Alejandro Paz et Mamacita. 
Depuis 2012, des artistes internationaux de mainstream hardcore, comme Angerfist et Miss K8, viennent régulièrement jouer à Santiago.
La Société internationale pour la musique chilienne (SIMUC) a un podcast appelé MEC  consacré exclusivement à la musique électronique chilienne. Le premier épisode est diffusé le 30 septembre 2016. 

## Artistes notables
- Matias Aguayo
- DJ Bitman (en)
- Andrés Bucci (en)
- Pier Bucci (en)
- Danieto (en)
- Nicolas Jaar
- Luciano
- Chica Paula (en)
- Ricardo Villalobos
- Cristian Vogel